# Swartzia robiniifolia
Swartzia robiniifolia är en ärtväxtart som beskrevs av Julius Rudolph Theodor Vogel. Swartzia robiniifolia ingår i släktet Swartzia och familjen ärtväxter. IUCN kategoriserar arten globalt som starkt hotad. Inga underarter finns listade i Catalogue of Life.